# Desaguadero (rijeka u Boliviji)
Desaguadero (špa. Río Desaguadero) je rijeka u Boliviji i Peruu. Duga je 436 km. 

## Tok rijeke
Rijeka ističe iz jezera Titicaca na obalama grada Desaguadero, na nadmorskoj visini od 3.810 m. Kroz Desaguadero ističe oko 5% ukupne vode iz jezera. Rijeka prvih 10-ak kilometara prati prati Bolivijsko-peruansku granicu, koja ujedno dijeli i grad Desaguadero.
Ulijeva se u jezero Poopó, kojem daje oko 92% njegove vode.

## Vanjske poveznice
|  | Zajednički poslužitelj ima još gradiva o temi Desaguadero (rijeka u Boliviji) |